# Georges Montaron
 (février 2021).
Si vous disposez d'ouvrages ou d'articles de référence ou si vous connaissez des sites web de qualité traitant du thème abordé ici, merci de compléter l'article en donnant les références utiles à sa vérifiabilité et en les liant à la section « Notes et références ».
Georges Montaron, né le 10 avril 1921 à Paris où il est mort le 8 octobre 1997, est un journaliste militant, résistant, chrétien de gauche, patron de presse français. Il est connu pour ses combats contre la torture, pour la liberté de la presse, la décolonisation, pour la défense des peuples kanak, palestinien et sahraoui, la défense des prêtres ouvriers, de l'abbé Pierre et de Mgr Jacques Gaillot, Vatican II et l'ouverture de l'Église au monde. Il est dirigeant national de la JOC Jeunesse ouvrière chrétienne, résistant, administrateur de la Sécurité sociale à sa création, directeur de Témoignage chrétien de 1947 à 1996, trésorier puis président du Syndicat de la presse parisienne, fondateur de Télérama, ainsi que d'un grand nombre de titres et mouvements.

## Biographie
Georges Montaron est issu d'une modeste famille de paysans montés à Paris : son père Morvandiau, ancien poilu rescapé de Verdun et du Chemin des Dames, est ouvrier typographe à l'Imprimerie nationale, sa mère plumassière en Haute-Loire fait des ménages. Il naît à Paris dans le 16e arrondissement, sur les Fortifs.

### Militant chrétien
Entré au lycée Jean-Baptiste-Say, il s'inscrit à la JEC (Jeunesse étudiante chrétienne).
Engagé comme dessinateur industriel chez Aérazur, il s'inscrit à la JOC (Jeunesse ouvrière chrétienne) dont il deviendra dirigeant national en 1947. Il y rencontre Josette Schiavi qui deviendra sa femme.

### Résistant
Requis pour le service du travail obligatoire (STO), il refuse. Il entre en résistance sous le nom de Georges Calot.
Il est membre des Jeunes chrétiens combattants de René-Georges Laurin

### Homme de presse
Sa rencontre avec Témoignage chrétien (TC), journal issu de la Résistance, fonde une aventure d'un demi-siècle. L'histoire de Georges Montaron et celle de TC deviennent alors indissociables.
En 1957, il entre au Syndicat de la presse hebdomadaire (aujourd'hui Syndicat professionnel de la presse magazine et d'opinion), également issu de la Résistance, dont il deviendra trésorier puis président en 1977.
En avril 1996, Témoignage chrétien subit une offre de rachat hostile. Le 6 mai, Georges Montaron est brutalement évincé de Témoignage chrétien. Il s'estime trahi par certains de ses « amis » et dénonce « un coup de force ».

### Combats
Son caractère, forgé dans la Résistance, est le refus de tous les totalitarismes et dogmatismes.
Au nom de sa foi et des valeurs issue de la Résistance, ce militant chrétien, figure de proue des « cathos de gauche », « socialiste parce que chrétien », prolonge, à la fin de la guerre, pendant cinquante ans, les combats contre les oppressions et pour la dignité de l'homme. Georges Montaron, s'oppose aux occupations françaises en Indochine, Tunisie et Algérie, et dénonce la torture, ce qui lui vaut d'être poursuivi par le gouvernement français, agressé par l'extrême droite et menacé de mort par l'OAS. Cette ligne de conduite l'amène à prendre la défense des peuples palestiniens, kanaks et sahraouis. Il organise en mai 1970 à Beyrouth la Conférence mondiale des chrétiens pour la Palestine.
De pair avec ces actions politiques et la défense de la cause arabe, il œuvre pour une réforme de l'intérieur de l'Église et réclame des chrétiens « debout, libres, et responsables ». Il milite pour un renouveau de l'Église et de la liturgie, soutient l'Abbé Pierre, défend les Églises du tiers-monde, se bat en faveur des prêtres ouvriers et de Mgr Jacques Gaillot. Il lance l'Appel pour une Église du dialogue au service des hommes et du monde qui recueille 250 000 signatures.
Aux commandes du Syndicat de la presse hebdomadaire, il n'a de cesse de défendre le pluralisme de la presse, qui est à ses yeux « la première des libertés, celle qui les résume toutes ».
Il est fondateur d'un grand nombre de titres et de mouvements tels que :
- Télérama
- le Groupe Témoignage chrétien
- Secours rouge (France) avec Jean-Paul Sartre
- Refondation avec JC Tillion et Gisèle Halimi
- Croyants en liberté

### Décès
En octobre 1996, il est hospitalisé à l’hôpital Broussais à Paris en octobre où il subit deux opérations à cœur ouvert en novembre 1996. Il y meurt le 8 octobre 1997, peu après avoir reçu la visite de Jacques Gaillot.

## Fonctions dirigeantes
(principales)
- Délégué régional des centres de formation professionnelle, 1940-1941
- Dirigeant national de la Jeunesse ouvrière chrétienne (JOC), 1941-1947
- Administrateur de la Sécurité sociale, 1947-1954
- Gérant de la SARL ÉTC, Directeur de la publication et de la rédaction de l’hebdomadaire Témoignage chrétien, 1948-1996
- Président-directeur-général de la SA « Cadet Photocomposition », 1971-1996
- Administrateur de l'hebdomadaire Radio-Cinéma, devenu Radio-Télévision-Cinéma, puis Télévision-Radio-Cinéma, et Télérama, 1950-1995
- Directeur de la revue Cinéma
- Administrateur de Malesherbes Publication, 1982-1996
- Administrateur de la Société d'édition de presse télématique
- Administrateur de l'Ecole de Journalisme de Lille
- Vice-Président de la Fédération Nationale de la Presse Française (FNPF)
- Vice-Président du Centre National de la Presse Catholique (CNPC), 1980
- Trésorier puis Président du Syndicat de la presse hebdomadaire parisienne, 1957 - 1977 - 1996
- Membre du conseil supérieur des messageries de presse (NMPP)
- Membre du Conseil national de la communication audiovisuelle (CSA)

## Œuvres
- La Faim au ventre, Cahier XLI du Témoignage Chrétien. Bnf - Tolbiac-Rez de jardin - 8-Z-29697 (41). Bibliothèque du Congrès des États-Unis : BR115.P7T4 (41)
- Qui sont les Palestiniens, Cahier LI du Témoignage Chrétien. Bnf - Tolbiac-Rez de jardin - 8-Z-29697 (51). Bibliothèque du Congrès des États-Unis : BR115.P7T4 (51) -LC control number 74567240
- Le Socialisme, Éditions Beauchêne, janvier 1969  (ISBN 2-7010-0304-0), Bnf - Tolbiac-Rez de jardin - 8-67741 (11). Bibliothèque du Congrès des États-Unis: HX 44M564
- La Palestine , Notre Combat no 37-38. Bnf - Tolbiac-Rez de jardin - 4-JO-8512 (1970,37-38)
- Quoi qu'il en coûte. Georges Montaron, Georges Montaron : Quoi qu'il en coûte. Conversations avec Noël Copin, Paris, France, Éditions Stock, coll. « Les grands journalistes », 1975, 358 p., 13 × 22 cm (ISBN 2-234-00057-x (édité erroné) et 2-234-00067-X, BNF 34553364, LCCN 76457317, SUDOC 000019348). British Library - Shelfmark: X 709/20488. Bibliothèque du Congrès des États-Unis: PN 5183M6A36.

- Martyrs du Nazisme. Paul Béchet, Michel Fiévet, Georges Montaron (dir.) et al., Martyrs du Nazisme : Marcel Callo… et les autres !, Paris, France, Éditions du Témoignage Chrétien, 1987, 73 p., 16 × 24 cm (ISBN 2-900016-13-4, BNF 36255722, LCCN 88206815, SUDOC 010611479). Bibliothèque du Congrès des États-Unis: = BX 4705C2526F54 1987

- Jérusalem en Palestine. Georges Montaron (dir.), Jérusalem en Palestine, Paris, France, Éditions du Témoignage Chrétien, 1981, 128 p., 17 × 25 cm (SUDOC 159902851). Bibliothèque de l'Institut du Monde Arabe : 328.12 MON.
- Jocistes dans la tourmente. Georges Montaron (dir.) et al. (préf. Georges Montaron, postface Georges Montaron), Jocistes dans la Tourmente : Histoire des jocistes(JOC-JOCF) de la région parisienne 1937-1947, Paris, France, Éditions du Témoignage Chrétien, Les Éditions Ouvrières, 1989, 217 p., 16 × 24 cm (ISBN 2-900016-22-3 et 2-7082-2608-8, BNF 35065843, SUDOC 054593220)

## Distinctions
- Officier de la Légion d'honneur, insigne remise par François Mitterrand, Président de la République, le 22 novembre 1990.
- Commandeur de l'Ordre national du Mérite, insigne remise par François Mitterrand, Président de la République, le 31 mars 1994.
- Chevalier du Mérite social, en reconnaissance de sa participation à la création de la Sécurité sociale.

## Hommages
« Merci pour votre témoignage. »

— Charles de Gaulle

« ...notre cher ami Georges Montaron qui a tant contribué à la défense de la cause du peuple palestinien. Nous conserverons le souvenir d'un homme juste et nous nous inclinons avec respect et estime devant les défenseurs de nos droits nationaux et de notre cause juste. »

— Yasser Arafat

« Nul ne saurait oublier son combat courageux et son indéfectible solidarité avec l'Algérie en lutte pour sa liberté. »

— Mohamed Bensabri

« Georges Montaron, depuis que je le connais - il y a très longtemps - est connu pour avoir été au premier rang de nombreuses luttes sociales, pour les droits de l'homme, pour la décolonisation. »

— François Mitterrand

« Georges Montaron était un exemple de ce qu'un homme pouvait entreprendre pour défendre les meilleurs causes. Toute sa vie dans la Résistance, contre les guerres coloniales, pour les libertés publiques et individuelles, pour une Église de son temps il a dit : je me bats. »

— Georges Sarre

« Avec Georges Montaron, ce n'est pas seulement une figure de la presse qui nous quitte ; c'est la presse d'opinion qui entre dans l'histoire. »

— Hervé Bourges

« Georges Montaron restera dans les mémoires un des journalistes les plus prestigieux de la presse française. »

— Jean-Paul Cluzel

« C'est toi Georges qui a extrait la Parole créatrice de son habituel lieu religieux pour la faire dans toute son originalité retentir du haut d'une tribune populaire. Tu es allé au-delà des cathos de gauche et même de l'Huma en pleine humanité. »

— Jean Cardonnel

« Georges Montaron a, toute sa vie, mis ses convictions et ses connaissances, au service de l'homme. Son combat fut celui de la justice et de la paix. »

— Jean-Claude Gayssot

« Pour plusieurs générations de communistes français - et je suis de ceux-là - Georges Montaron restera une figure exemplaire de l'engagement chrétien dans et pour la gauche. »

— Robert Hue

« C'est une conscience résolument enracinée dans notre siècle qui vient de disparaître. »

— Lionel Jospin

« Homme de foi et de conviction, il n'aura cessé durant plus de 40 ans de défendre les valeurs républicaines, sociales et chrétiennes qui étaient à l'origine de son engagement. Il laissera le souvenir d'un grand homme de presse profondément attaché à son indépendance. »

— Philippe Séguin

« L'amitié que nous vous portons, depuis de longues années déjà, prouve bien qu'on peut ne pas "croire" à la même chose, et croire aux mêmes choses entre gens de bonne volonté. »

— Simone Signoret et Yves Montand

« Défenseur résolu de la Presse d'opinion et de son pluralisme Georges Montaron aura été de tous les combats de ce dernier demi-siècle. »

— La Vie ouvrière

« Georges Montaron (…) allait évidemment très souvent à contre-courant des idées reçues et pour cela ne se fit pas que des amis. "Quoi qu’il en coûte", il cherchait à connaître la vérité des autres. »

— Lucien Bitterlin